# Записки маркёра
«Записки маркёра» — рассказ Льва Толстого. Написан в 1853 году, впервые опубликован в 1855 году в журнале «Современник» (под инициалами Л.Н.Т.).
В рассказе, который ведётся от лица маркёра, речь идёт о приехавшем из деревенского имения в Петербург молодого человека, которого увлечение биллиардом и женщинами привели к разорению и трагическому финалу. По мнению толстоведов рассказ имеет черты автобиографии.

## Сюжет
Петербург, начало 1850-х годов. Приехавший из деревни молодой человек Анатолий Нехлюдов увлёкся игрой в биллиард, однако, по-началу отказывался играть на деньги.

В три шара, алагер, пирамидку — всё узнал. Смелей стал, познакомился со всеми и играть стал порядочно.
Со временем завёл знакомство с завсегдатаем биллиардной князем и его другом Федоткой. С новыми «друзьями», поднятый ими на смех, что не знает женщин, прошёл «посвящение». Вовлечённый ими же как бы случайно в игру на деньги, и крупно проигравшись, азартный Нехлюдов стал играть на деньги. Вскоре стал играть на деньги не только в биллиард, но и в карты, через какое-то время заметив, что отдал Федотке уже десять тысяч.
Маркёр, видя как наживаются на Нехлюдове, как-то тоже сыграл с ним, но специально проиграл в итоге, а приехав за небольшим долгом к нему домой, от камердинера узнал, что

Никакой им ни чести, ни пользы нет от Петербургу от этого. Из деревни ехали, думали: будем как при покойнике барине, царство небесное, по князьям, по графам да по генералам ездить; думали: возьмем себе какую из графинь кралю да и заживем по-дворянски; а выходит что мы только по трахтирам бегаем. … Хоть бы служил что ли, а то нет: занялся картами да прочим …От барыни богатейшее именье осталось: тысяча душ слишком, тысяч на триста лесу было. Все заложил теперь, лес продал, мужичков разорил, и всё нет ничего. … Ведь много ли, мало ли, тут зиму прожили, тысяч восемьдесят спустили; а теперь в доме рубля серебром нету!
Каждый день Нехлюдов ездил в биллиардную, ввёл в привычку начинать день с рюмочки абсента запитой портвейном, потерял прежний лоск: скучный, худой, желтый стал.
Как-то Нехлюдов предложил заезжему гусару сыграть на бутылку вина к обеду и проиграл, но когда сели за стол и заказали вино, а хозяин не стал отпускать Нехлюдову в долг, он тайком ушёл из биллиардной.
Маркёр посчитал, что Нехлюдов после такого позора не появится, однако, тот пришёл уже на следующее утро. Сыграв с маркёром пару партий, попросил бумагу и перо и отослал маркёра заказать извозчика. Вернувшись маркёр обнаружил, что Нехлюдов, оставив записку, застрелился.

## История создания
Рассказ написан в сентябре 1853 года в Железноводске куда Толстой приезжал во время службы на Кавказе из Старогладковской станицы в отпуск чтобы повидаться с сестрой Марией Николаевной, приехавшей туда же из центральной России, вместе с мужем гр. В. П. Толстым. В то время Толстой работал над третьей редакцией повести «Отрочество», работа над которой шла тяжело.
Рассказ же Толстой написал быстро — вчерне за два дня, ещё два дня заняла правка.
13 сентября он записал в дневнике: «Утром была тоска страшная … пришла мысль З[аписок] М[аркера], удивительно хорошо, писал, ходил смотреть Собрание и опять писал З[аписки] М[аркера]. Мне кажется, только теперь я пишу по вдохновению; от этого хорошо». Уже на следующий день рассказ вчерне был написан и в дневнике 14 сентября отмечено: 

Окончил начерно и вечером написал лист набело. Пишу с таким увлечением, что мне тяжело даже: сердце замирает.
По рукописи видно, что особенно тщательно Толстой работал над запиской Нехлюдова, переделывал её несколько раз заметно сократив текст.
15 сентября снова описал работу над рассказом: «Утро писал, не обедал, гулял… С 8 (вечера) писал до 11. Хорошо, но слишком неправильный слог. Больше половины написано». 16 сентября отметил в дневнике: «Молодец! Я работал славно. Кончил».
Название рассказа — слово «Записки», появилось уже в первой рукописи, но вместо зачеркнутого слова «Рассказ»: видимо, предполагалось — «Рассказ маркера». Но Толстой представил редактору право выбора названия: или сохранить заглавие «Записки маркёра», или сделать его подзаголовком, а впереди поставить «Самоубийца».

### Публикация рассказа
На следующий день после окончания работы над рассказом, 17 сентября 1853 года, Толстой отослал рукопись редактору журнала «Современник», Некрасову, при этом в письме настойчиво просил не править рассказ, а оставить его в том виде, в котором он есть, а если же будут вноситься изменения, то согласовывать их с ним или же вернуть рукопись.
В самом конце 1853 года, в № 12 «Современника» было размещено объявление, что «Рассказ маркёра» Толстого предполагается напечатать в первом полугодии 1854 года.
Однако, уже через месяц, 25 октября, Толстой оставил в дневнике запись: «Я начинаю жалеть, что слишком поспешно послал „Записки маркера“. По содержанию едва ли я много бы нашел изменить или прибавить в них. Но форма не совсем тщательно отделана». В феврале 1854 года Некрасов направил Толстому письмо с замечаниями к рассказу, где отметил неверно выбранную автором форму: «Избрав эту форму, Вы без всякой нужды только стеснили себя, рассказ вышел груб и лучшие вещи в нем пропали».
Переписка между автором и издателем затянулась из-за работы почты и смены адресов Толстым — Некрасов слал письма по старому адресу, в то время как Толстой уже уехал с Кавказа в Ясную Поляну, затем в Дунайскую армию. Уже из селения Эски-Орда в Крыму Толстой писал в конце 1854 года спрашивая о рассказе и просил слать письма в Кишинёв на адрес Главного штаба Южной армии:

Или мои, или Ваши письма, или те и другие — не доходят, — иначе я не могу объяснить себе вашего шестимесячного молчания; а между тем мне бы очень многое было интересно знать от вас. Напечатаны ли и когда будут напечатаны Рассказ маркера и Отрочество? Уведомьте меня пожалуйста об этом и письмом страховым, чтобы это было вернее.— Толстой Л. Н. - Некрасову Н. А., 19 декабря 1852 года,
В декабре 1854 года было получено цензурное разрешение на печать рассказа, а 12 января 1855 г. Петербургским цензурным комитетом был выдан билет на выход номера журнала.
Впервые рассказ был опубликован в январе 1855 года в журнале «Современник», в № 1 за январь 1855 года, с подписью «Л. Н. Т.».
Опубликован рассказ был без авторской переделки и доработки, но с заметной правкой цензуры. Некрасов в письме Толстому писал о рассказе, что «в печати его-таки оборвали, — впрочем, существенного ничего не тронуто», отметив, что «надо еще заметить, наш цензор — самый лучший» — цензором был статский советник В. Н. Бекетов. В рассказе были устранены или заменены грубоватые слова маркёра, упоминание о дуэли, пьянстве, ругани и рукоприкладстве; о том, что барин «мужичков разорил»; слова «адъютант большой» заменены на слова «гость большой»; значительно отредактирована записка Нехлюдова.
Спустя полтора года Н. А. Некрасов решил включить рассказ в сборник «Для легкого чтения». Толстой существенно исправил рассказ: добавились строки и целые абзацы, которых не было в журнале, значительно была дополнена записка Нехлюдова, в два раза увеличившись в объеме. Сборник был одобрен цензурой (с восшествием на престол Александра II цензура стала мягче), однако, до 1903 года во все собрания сочинений Толстого, рассказ перепечатывался по тексту из «Современника».

## Критика

### Цензорская рецензия
По публикации на рассказ была дана специальная цензорская рецензия надворного советника Н. Родзянко: рапортом от 10 февраля 1855 года на имя министра народного просвещения А. С. Носова он сообщал, что в журнале «Современник» «напечатан неблаговидный рассказ под заглавием „Записки маркера“».
На каждой странице цензором было отмечено «много неприличных суждений и язвений», например, его внимание привлекло то, что князь и товарищи его представлены «в унизительном и неприличном званию их виде», и в итоге Родзянко делал вывод:

Цель автора нельзя назвать иначе как благонамеренною: без сомнения, этим язвительным рассказом, написанным с замечательным дарованием, он хотел представить печальную картину, в предостережение и назидание для читателей, разврата и гибели, до которых может довести праздная, гулевая, особенно трактирная жизнь в Петербурге.
Несмотря, однако же, на такую нравственную цель и даже, может быть, на самую нравственную истину этого рассказа … рассказ представляется мне напечатанным в противность ценсурных правил, на том основании, что в отмеченных мною местах, более или менее, нарушается нравственное приличие. Особенно неблаговидно еще то, что этот рассказ выходит из пера трактирного слуги о дворянах, в числе которых главное лицо, по праву его происхождения и состояния, представлено принадлежащим к высшему петербургскому обществу.— из рапорта цензора Н. Родзянко
На рапорте министр поставил резолюцию: «Был уж в виду, и признан безвредным», рядом министерский чиновник оставил запись о решении: «Министр приказал: оставить без последствий».

### Критика современников
На рассказ поступило несколько положительных откликов, например журнал «Отечественные записки» в № 2 за 1855 год писал:

Рассказ проникнут жизнью и правдой. Тонкая наблюдательность, художническое умение видны в построении рассказа … Если г. Л. Н. Т. будет продолжать так, как начал, то русская литература приобретёт в нём писателя с дарованием истинно-замечательным. Да и теперь мы вправе желать не того, чтобы он писал лучше, а только того, чтобы писал больше. Он обязан пользоваться талантом, которым одарён.— Журнал «Отечественные записки» в № 2 за 1855 год
Толстой был знаком с откликами, о чём оставил запись в дневнике:

Приятнее же всего было мне прочесть отзывы журналов о «Записках маркера» — отзывы самые лестные. Радостно и полезно тем, что, поджигая к самолюбию, побуждает к деятельности.— Лев Толстой, дневник, 27 марта 1855 года
Спустя год журнал «Сын отечества», уведомляя читателей о выходе нового сборника «Для легкого чтения», отметил «живой, бойкий рассказ гр. Л. Н. Толстого — „Записки маркера“».
А. В. Дружинин в журнале «Библиотека для чтения» за 1856 год писал, что рассказ показал в писателе человека, хорошо понимающего многие грустные стороны современной жизни, и сравнивая с первым рассказом Толстого «Набег» отметил, что у него одна вещь беспрестанно дополняет другую: «Грустный реализм „Маркёра“ совершенно не сходен с тонкой прелестью „Набега“».
Н. Г. Чернышевский в своей статье о Толстом 1856 года, отметил, что в рассказе «Записках маркера» представлена «история падения души, созданной с благородным направлением», при этом заметив, что эту историю «мог так поразительно и верно задумать и исполнить только талант, сохранивший первобытную чистоту».
Но К. С. Аксаков в работе 1857 года «Обозрение современной литературы» заметил, что рассказ «Записки маркёра» слабее прочих рассказов Толстого.

### Литературоведческая критика
Отмечено, что в рассказе «Записки маркера» и повести «Семейное счастье» Толстой пытался создать различные формы повествования без непосредственного авторского участия.
Дмитрий Дмитриевич Благой отмечал что конфликт рассказа аналогичен тому, который лежит и в основе автобиографической трилогии писателя:

Рассказ «Записки маркера» ставит одну из центральных проблем творчества Толстого — проблему воспитания человека. Герой рассказа — человек с большим запасом внутренних, духовных сил, с чистой душой и -чистыми помыслами. Он оказывается, как и все лучшие герои Толстого, в среде, которая губительно действует на все, что есть в нем хорошего.— Дмитрий Дмитриевич Благой
Михаил Гершензон заметил, что рассказ «любопытен по форме» так как идея вложить рассказ о падении чистой души в уста далёкого от всяких идей трактирного слуги — «остроумный приём, гарантировавший читателя против голой морализации» и в результате получилась только зрительная картина без логического комментария — «то есть подлинное художество». Однако, Гершезон назвал ошибкой попытку автора добавить в виде предсмертной записки мораль. Также Гершензон обратил внимание, что причина гибели Нехлюдова в «Записках маркера» — герой перестал слышать свой «внутренний голос» — затем встречается едва ли не в каждой повести Толстого.

## Автобиографичность рассказа
Толстоведами отмечена автобиографичность рассказа. «Записки маркёра» появились в период, когда писатель работал над третьей редакцией автобиографического «Отрочества», попытка вылить важное для автора содержание в новую форму и была сделана в «Записках маркера». Главные герои обоих произведений названы одним именем: Нехлюдов. Как указывал Рафаэль Лёвенфельд: «Уже присутствие в рассказе Нехлюдова указывает на то, что в „Записках маркёра“ есть автобиографический элемент».
Фамилия княгини Ртищевой взята из родовой истории Толстых и Волконских. В фамилии Оливер — явное созвучие с фамилией начальника Толстого на Кавказе штабс-капитана Олифера, которого в одной из дневниковых записей (3 декабря 1853 г.) Толстой назвал «в высшей степени антипорядочным человеком».

### Жизнь в Петербурге и игра в биллиард
По мнению биографа, личного секретаря Толстого, Н. Н. Гусева, в рассказе отражён петербургский период жизни писателя — Толстой первый раз приехал и жил в Петербурге с конца января по конец мая 1849 года: приехав с благими намерениями сдавать экзамены, уже через четыре месяца сбежал из города в долгах и потом редко вспоминал об этом периоде своей жизни:

… в этом сквернейшем в нравственном отношении городе. Там все соблазны роскошной столицы … Помню, как я в молодости ошалел особенным, безнравственным ошалением в этом роскошном и без всяких принципов, кроме подлости и лакейства, городе.— Лев Толстой, письмо к жене от 5 ноября 1892 года

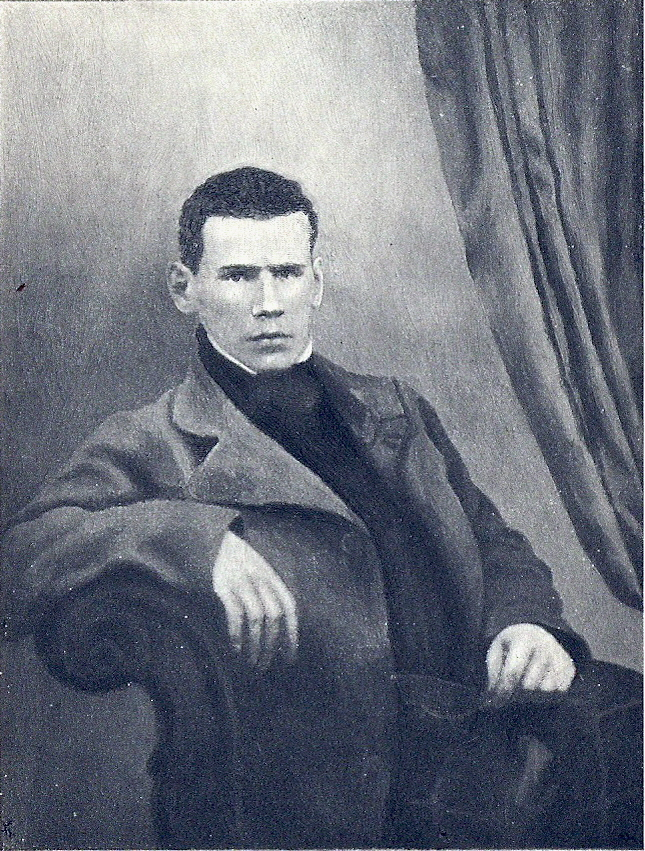
Лев Толстой, 1848 год

В Петербург Толстой уехал внезапно, и как писал тётушке — просто за компанию с приятелями «сел в дилижанс и поехал с ними вместе». 13 февраля 1849 года писал брату, что «намерен остаться навеки» в Петербурге и был полон планов — выдержать экзамен в Петербургском университете (и сдал два — по гражданскому и уголовному праву) и начать служить. Однако, видимо, и помимо экзаменов были занятия.
В городе он вошёл в семью приятеля своего отца А. М. Иславина, подружившись попал под влияние его сына Константина — студента первого курса юридического факультета, которого Толстой в своих «Воспоминаниях» назвал «очень привлекательным, но глубоко безнравственным человеком» который в Петербурге «умел испортить мне так эти пять месяцев, которые я провел там, что у меня нет воспоминаний неприятнее».
Толстой вспоминал в письме В. А. Иславину от 1878 года о том как тот «выкупал» его из биллиардных. По словам В. А. Иславина, речь шла о случае, когда Толстой в биллиардной проиграл маркеру, но не имея с собой денег для уплаты проигрыша пообещал отдать завтра, но маркер ему не поверил и не выпускал из биллиардной, и только вовремя пришедший Иславин уладил ситуацию оплатив долг.
В конце мая Толстой выехал из Петербурга, оставшись должен одному из знакомых, ресторану Дюссо и портному Шармеру.
До своего отъезда, в письме от 1 мая 1849 года, Толстой просил брата С. Н. Толстого продать деревню Малую Воротынку и деньги прислать ему в Петербург для уплаты петербургских долгов, и часть принадлежащего ему леса для оплаты московских карточных долгов на сумму 1200 рублей.
Фамилия одного из действующих лиц рассказа — князя Воротынцева, определённо указывает на название деревни Малая Воротынка, которую Толстой продал чтобы заплатить долги. А фамилия управителя-тирана Селезнева, которому главный герой рассказа Нехлюдов оставил своих крестьян — подлинная фамилию тульского помещика Селезнева, которому Толстой передал эту самую деревню с 22 душами крестьян..
За полгода до написания рассказа Толстой оставил в дневнике запись о своей игре в бильярд:

Страсть к игре проистекает из страсти к деньгам, но большей частью (особенно те люди, которые больше проигрывают, чем выигрывают), раз начавши играть от нечего делать, из подражания и из желания выиграть, не имеют страсти к выигрышу, но получают новую страсть к самой игре — к ощущениям. Источник этой страсти, следовательно, в одной привычке; и средство уничтожить страсть — уничтожить привычку. Я так и сделал. Последний раз я играл в конце августа — следовательно, с лишком 6 мес<яцев>, и теперь не чувствую никакого позыва к игре. В Тифлисе я стал играть с [мошен<ником>] маркёром на партии и проиграл ему что-то около 1000 партий; в эту минуту я мог бы проиграть всё.— Л.Н. Толстой, запись в дневнике от 20 марта 1853 года
Однако, «позыв к игре» у Толстого сохранился, так спустя почти 10 лет — в 1862 году, Толстой в московском Английском клубе проиграл в бильярд тысячу рублей проезжему офицеру. Однако, денег у него не было, и за него заплатил редактор журнала «Русский вестник» М. Н. Катков. В оплату долга Толстой передал журналу повесть «Казаки».

### Эпизод с «посвящением» Нехлюдова
Эпизод, где молодые люди, узнав что Нехлюдов неопытен с женщинами, уговаривают его поехать с ними и после поездки поздравляют его с «посвящением», а тот сожалеет о сделанном и плачет — также из жизни самого Толстого.. Например, Н. Н. Гусев считал, что — «сцена эта, не касаясь деталей, несомненно имеет автобиографический характер».
Так, по рассказу друга Толстого М. А. Шмидт, в 1911 году она от самого Толстого слышала историю:

Когда меня братья в первый раз привели в публичный дом и я совершил этот акт, я потом стоял у кровати этой женщины и плакал.
Толстоведы считают, что этот случай связан со старшими братьями Сергеем и Николаем Толстыми и произошёл он до февраля 1846 года в Казани.
Первая попытка дать такой эпизод в жизни героя была сделана Толстым в том же 1853 году в незавершенном рассказе «Святочная ночь» (этот рассказ так и не был завершён, при жизни Толстого не публиковался, впервые издан в 1928 году), отдельные моменты и сцены из которого перешли в «Записки маркера». Позднее Толстой включал подобный эпизод в черновики «Войны и мира».
В рукописи рассказа «Записки маркёра» сохранились более подробные редакции сцены, где после слов «уж что касается чего другого прочего, так вовсе не смыслил.» следует:

Ужъ я посмотрелъ, какъ разъ они подле бильярдной комнату взяли да туда мамзель привезли — Эстерва, такъ звали ее. Ведь что же это за Эстерва была, прямо что Эстерва! Худая, носастая, пьяная. И что только въ ней господа находили. Ведь черезъ нея сколько прошло: Тулуповъ, Б. Овчинниковъ [?], К[нязь] Сургучинъ. Изъ-за нея, чисто изъ-за нея все промотали, изъ П[етербурга] бежали отъ долговъ. — Что француженка <При мне К[озельскій] сказалъ, что он никогда женщинъ не [имелъ].> Такъ вотъ съ этаго раза и сталъ онъ мамзелями заниматься. И Эстерву съ к[няземъ] какъ то сообща содержали; ужъ Богъ ихъ знаетъ, какіе у нихъ разсчеты были, только все вместе езжали. Ужъ сказано: господа чего не выдумаютъ.— текст дан по рукописи, сохранена орфография автора и дореформенная орфография

## Экранизации
По мотивам рассказа в 1976 году польским режиссёром Г. Залевским был снят фильм «Зелёный — прошлое…».

## Интересный факт
- В рассказе упоминается только один топоним Петербурга — Синий мост, при этом ресторан Дюссо, которому остался должен уехавший в 1849 году из города Толстой, находился неподалёку — в доме № 11 по Большой Морской.

## Комментарии
1. ↑  Нехлюдов — также герой повестей Льва Толстого «Юность» (1857), «Утро помещика» (1856), романа «Воскресение» (1889-1899).
2. ↑  за полгода до написания рассказа - 10 марта 1953 года Толстой также отметил в дневнике, что георгиевский крест за кампанию под Грозным против войск Шамиля не получил потому что «на пикете сидел по милости Олифера», штабс-капитан Олифер тогда командовал шестью пушками 4 батареи 20 артиллерийской бригады.
3. ↑  Шармер Е. Ф. — известный и лучший в то время портной в Петербурге. У него, например, по свидетельствам жены, всегда одевался Ф. М. Достоевский, так, известно как в 1875 году шил жилет за 8 рублей.
 Имя Шармера упоминается в «Бесах» и в «Преступлении и наказании» — там у Шармера чинит пальто Раскольников: «пальто имеет в себе вид особенного благородства: что значит у Шармера-то заказывать!».
4. ↑  Деревня Малая Воротынка Богородицкого уезда Тульской губернии была продала Толстым в 1851 году за 18 тыс. руб.
5. ↑  этот эпизод в книгу не вошёл. Через «посвящение» должен был пройти юный Николай Ростов, служивший в Павлоградском гусарском полку.